# Leesville (Ohio)
Leesville è un villaggio degli Stati Uniti d'America, situato nello stato dell'Ohio, nella contea di Carroll.